# عمر عزب
عمر عزب (انگلیسی: Omar Azzeb؛ زادهٔ ۷ ژوئیهٔ ۱۹۶۰) بازیکن هندبال اهل الجزایر بود.